# Suillus lakei
Suillus lakei (Murrill) Smith & Thiers, 1964, è un fungo nativo del Nord America, ma introdotto anche in Sud America, Europa e Nuova Zelanda.

## Descrizione della specie

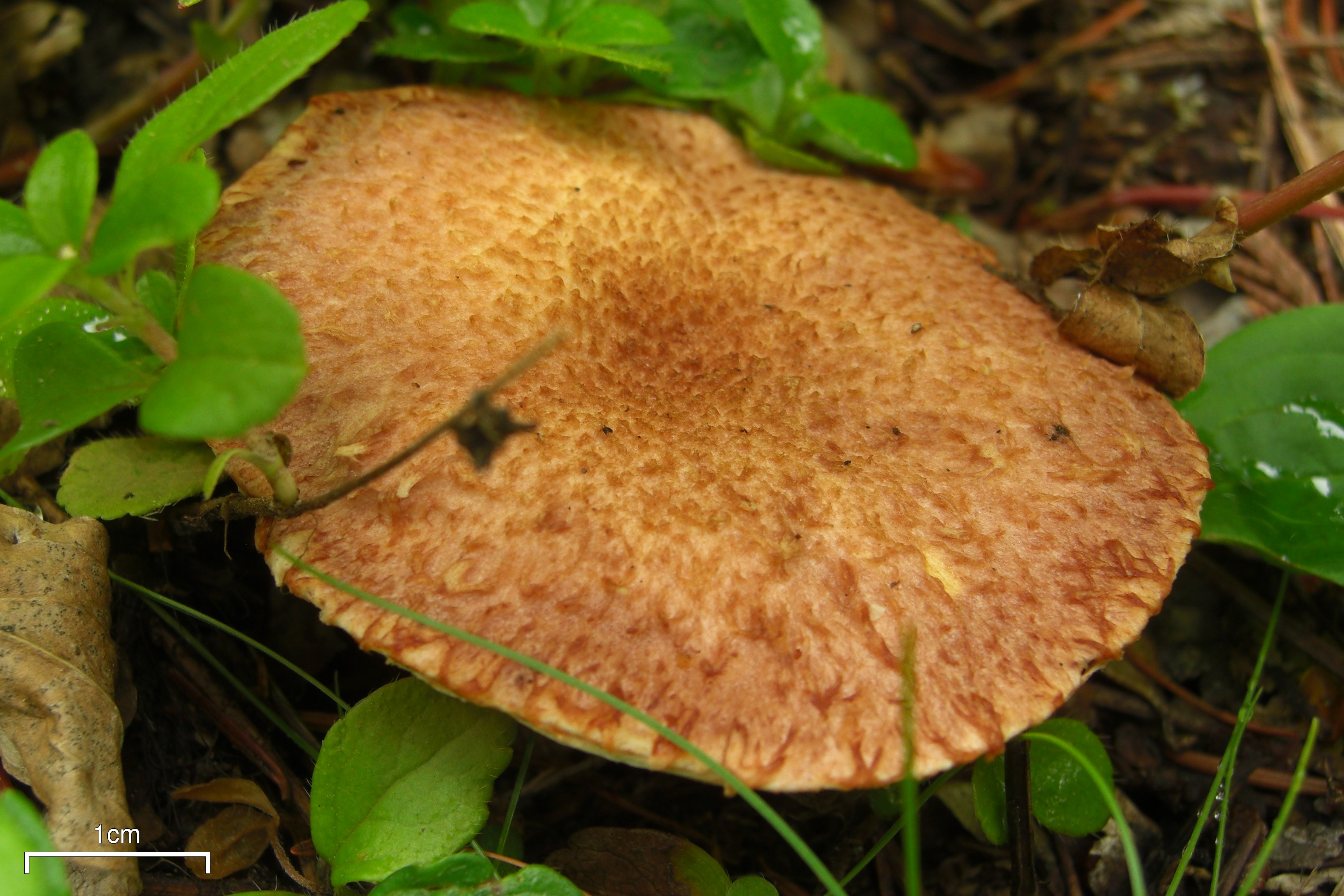
Cappello di un esemplare di S. lakei

Cappello 
4–15 cm di diametro, da emisferico a convesso, infine pianeggiante, regolare, carnoso;
margineprima involuto e appendicolato per i resti di velo, poi disteso;
cuticolasecca, asportabile, coperta omogeneamente di fitte squame, colore da rosso arancione a bruno rossastro su un sfondo giallastro.
 Tubuli 
Lunghi fino a 10 mm, adnato-decorrenti, separabili, prima giallo vivo, poi brunastri, al taglio prima rossastri, poi bluastri.
 Pori 
Allungati ed angolosi, più lunghi di 1 mm, concolori ai tubuli, viranti al brunastro alla pressione.
 Gambo 
3–7 cm di lunghezza x 1,5-2,5 cm di spessore, centrale o a volte leggermente eccentrico, tozzo, sodo, generalmente subcilindrico, talvolta ingrossato alla base, superficie giallastra in alto e con fibrille bruno-rossastre verso il basso.
 Anello 
Anello ben sviluppato, spesso, molto largo, fioccoso, non glutinoso; colore della superficie da giallastra a giallo vinoso, brunastra al tocco.
 Carne 
Soda e spessa, giallastra, al taglio vira prima al verdastro e poi all'azzurro.
- Odore: fruttato.
- Sapore:dolciastro.

 Microscopia 
Sporeellittico-fusiformi, di colore giallo pallido al microscopio, marroni in massa, lisce, 7,5-10 x 3-4 µm.
Basidiclavati, tetrasporici, raramente bisporici, 25-35 x 9-12 µm.

## Habitat
Trattasi di fungo simbionte, legato all'Abete di Douglas (Pseudotsuga menziesii) con il quale forma micorrize, fruttifica in estate e all'inizio dell'autunno, singolo oppure in diversi esemplari raggruppati alla base tra di loro.
In Nord America, dove la Pseudotsuga menziesii è molto diffusa, il S. lakei è altrettanto diffuso, mentre in Europa è alquanto raro. In Italia è stato rinvenuto nell'altopiano della Sila dove ci sono numerosi rimboschimenti di Douglasia.

## Commestibilità
Commestibile, leggermente lassativo.

## Reazioni macrochimiche
La carne con KOH vira al grigio scuro, con FeSO4 diventa giallo verdolino e con NH3 la cute del cappello annerisce.

## Tassonomia
Si riporta un excursus tassonomico del S. lakei:
- Nel 1900 Peck descrive una specie nuova del Colorado (USA) chiamandola Boletus amabilis; dalla descrizione si evince chiaramente che si tratta di una specie con cappello glabro e che cresce sotto Abete rosso(Picea abies).
- Nel 1912 Murrill descrive un nuovo taxon rinvenuto sulla costa del Pacifico come Boletus lakei sp. nov. e viene descritto come specie con cappello densamente imbricato-fioccoso-squamato.
- Nel 1944 Snell ricombina la nuova specie di Peck in Boletinus amabilis (Peck) Snell  descrivendola con cappello da fibrilloso a fibrilloso-squamoso e in associazione con Pseudotsuga.
- Nel 1945 Singer mette in dubbio che la interpretazione di Slipp & Snell di Boletinus amabilis (Peck) Snell possa riferirsi alla specie di Peck e ricombina pertanto un Boletinus lakei (Murr.) Singer evidenziando come carattere distintivo le dimensioni delle spore: il B. amabilis circa 11 x 4,2 µm e il B. lakei circa 8,5 x 3,5 µm.
- Nel 1964 Smith & Thiers descrivono dettagliatamente il Suillus lakei var. lakei (Murr.) comb. nov. e contemporaneamente creano il Suillus lakei var. pseudopictus Smith & Thiers var. nov..
- Nel 1966 Singer contesta le opinioni di Smith & Thiers affermando che la specie che cresce sotto Douglasia è il Boletus amabilis che poi, nel 1967, chiama Suillus amabilis (Peck) Singer.
- Nel 1980 Moser, nella sua chiave analitica delle specie europee riporta come specie dell'Abete di Douglas il Suillus amabilis (Peck) Singer.

## Sinonimi e binomi obsoleti
- Boletinus lakei (Murrill) Singer, Farlowia 2: 257 (1945)
- Boletinus lakei subsp. landkammeri (Pilát & Svrcek) Pilát & Dermek, Hriboviti Huby [Boletaceous Fungi] (Bratislava): 49 (1974)
- Boletinus landkammeri (Pilát & Svrcek) Bon, Docums Mycol. 16(no. 62): 66 (1986)
- Boletinus tridentinus subsp. landkammeri Pilát & Svrcek, Sb. nár. Muz. Praze, B 5(7, Bot. 2): 7 (1949)
- Boletinus tridentinus var. landkammeri Pilát & Svrcek
- Boletus lakei Murrill, Mycologia 4(2): 97 (1912)
- Ixocomus lakei (Murrill) Singer, Revue Mycol., Paris 5: 6 (1942)
- Suillus amabilis sensu auct. eur.; fide Checklist of Basidiomycota of Great Britain and Ireland (2005)
- Suillus lakei var. landkammeri (Pilát & Svrcek) H. Engel & Klofac, in Engel, Dermek, Klofac, Ludwig & Brückner, Schmier- und Filzröhrlinge s.l. in Europa, Die Gattungen Boletellus, Boletinus, Phylloporus, Suillus, Xerocomus (Weidhausen b. Coburg): 52 (1996)